# Crocidura wimmeri
Crocidura wimmeri је сисар из реда Soricomorpha и фамилије Soricidae.

## Угроженост
Ова врста је крајње угрожена и у великој опасности од изумирања.

## Распрострањење
Ареал врсте је ограничен на једну државу. 
Врста је присутна у Обали Слоноваче, али ниједан примерак није пријављен још од 1976.

## Станиште
Станиште врсте су саване.